# Johann Wolfgang von der Auwera
Johann Wolfgang von der Auwera, o van der Auwera ( 24 de octubre de 1708, Wurzburgo-27 de marzo de 1756, ibídem) fue un escultor alemán del Rococó que realizó su obra en la región de Franconia.

## Datos biográficos
Auwera primero fue aprendiz de su padre Jakob y continuó su carrera en 1730 en Viena . Estuvo al servicio del príncipe-obispo de Würzburgo a partir de 1738 y decoró el interior de la Residencia de Wurzburgo. Luego viajó con Balthasar Neumann a través de Renania y los países Bajos.
Auwera está en los inicios , junto con  Antonio Giuseppe Bossi, del rococó wurtzburgués. Fue el maestro de Johann Michael Fischer . Su hermano Lukas  es el autor de la Crucifixión en la iglesia de Saint-Maurice de Wiesentheid .

## Obras
Entre las  obras de Johann Wolfgang von der Auwera se incluyen las siguientes:
- Interior  de la Residencia de Wurzburgo
- Altar mayor de la capilla del castillo Augustusburg en Brühl
- Estatuas del altar mayor de la catedral de Worms
- Decoración escultórica del jardín de la abadía cisterciense de Ebrach
- Esculturas en el jardín del castillo de Veitshöchheim
- Altar mayor de la iglesia de Santa Cecilia, en Heusenstamm[nota 1]
- Altar mayor de la iglesia abacial de Tückelhausen , cerca de Ochsenfurt
- Altar mayor de la iglesia de Saint-Jacques de Burgwindheim
- Tumba del obispo Frédéric-Charles de Schönborn (anteriormente en la catedral de Bamberg, en la actualidad el Museo de Franconia en Würzburgo)

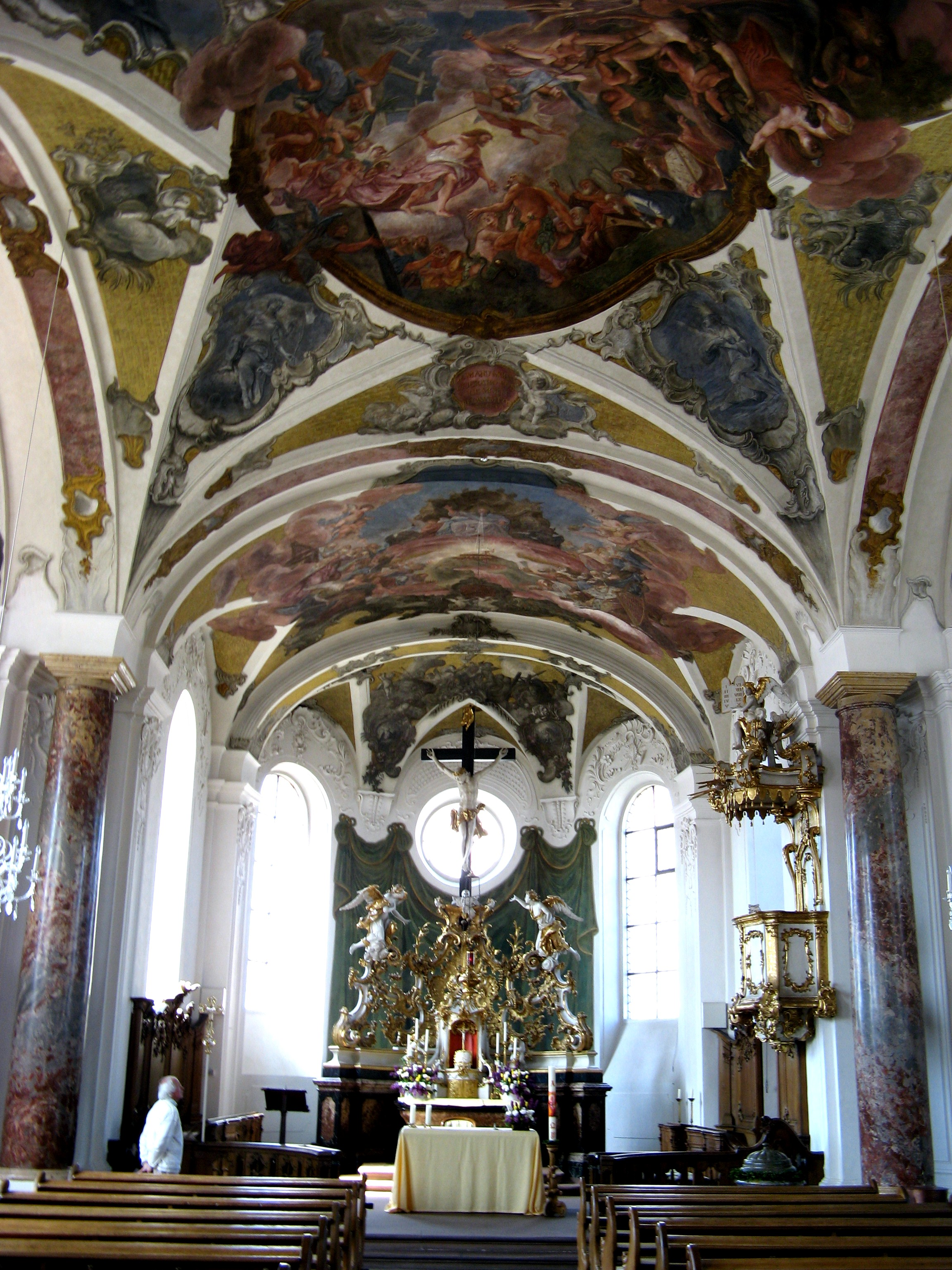
Altar mayor de la Iglesia de Santa Cecilia en Heusenstamm
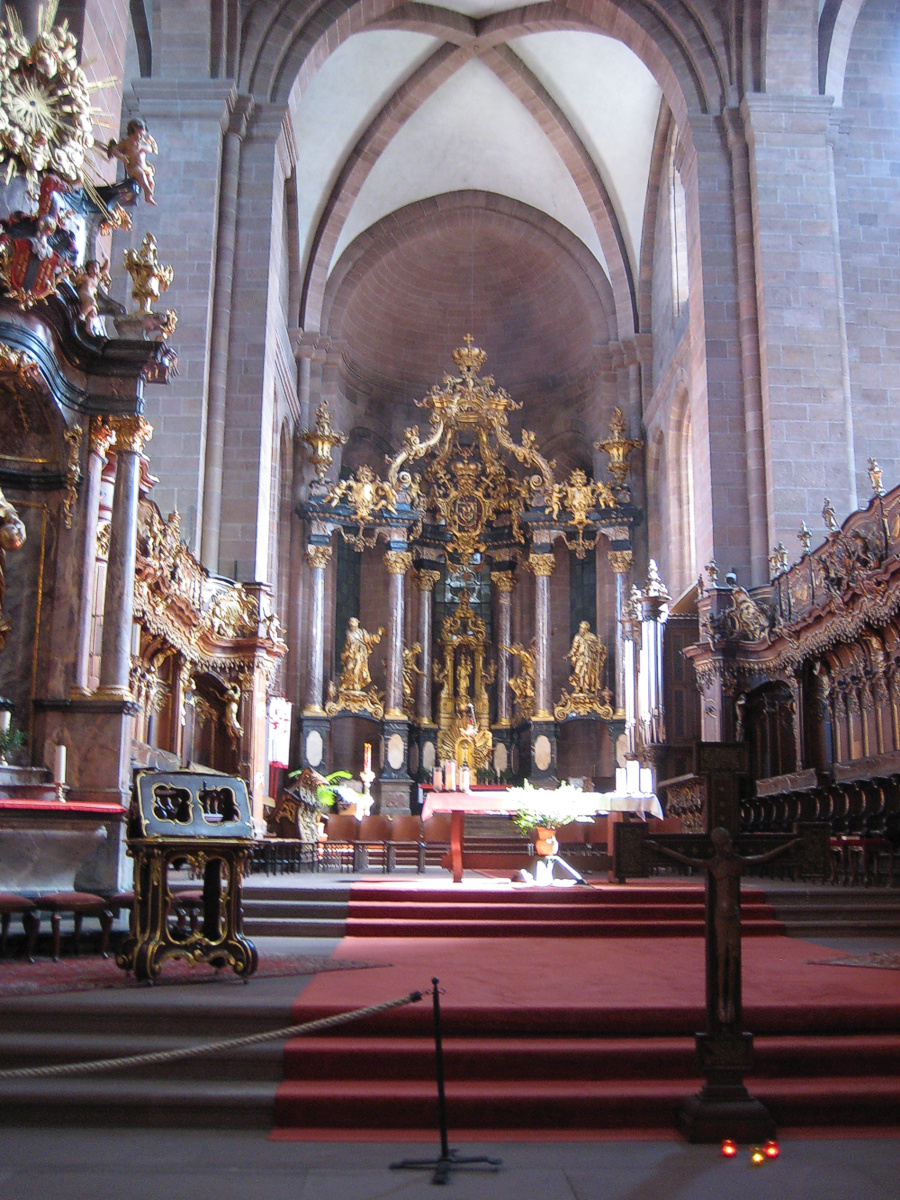
Altar mayor de la Catedral de San Pedro en Worms